# Télévision suisse romande
La Télévision suisse romande (Televisión suiza romanda) fue la televisión pública suiza para la Suiza romanda, la parte de habla francesa del país. Emitía íntegramente en lengua francesa. Su sede estaba en Ginebra y, además, disponía de redacciones regionales en Lausana, Sion, Moutier, Friburgo y Neuchâtel. Pertenecía al grupo audiovisual público suizo SRG SSR idée suisse, cuya sede está en Berna. En 2012 se fusionó con Radio Suisse Romande, creando Radio Télévision Suisse.

## Canales
La Télévision suisse romande estaba formada por varios canales: 
- TSR 1 (actual, RTS 1): cadena generalista que transmitía información, programas de actualidad, series, películas y algún evento deportivo importante. Se recibía en todo el país y era la cadena con más audiencia de la Suiza romanda, por delante de la cadena francesa TF1.
- TSR 2 (actual, RTS 2): cadena cuya programación se componía de reposiciones de programas de TSR 1, algunas series, películas, programas para jóvenes, programas culturales y, sobre todo, muchas transmisiones deportivas. Entró al aire el 1 de septiembre de 1997 con la presentación especial del personaje teatral suizo Marie-Thérèse Porchet interpretado por Joseph Gorgoni.
- TSRinfo: cadena de información continua que se emitía a través de internet.

## Difusión
La cadena TSR 1 se recibía en todo el país. Por otra parte, TSR 2 se recibía por TDT únicamente en la Suiza romanda (francófona) pero podía ser captada en las otras zonas lingüísticas a través de los operadores de cable. Se podía recibir a través del satélite Eutelsat-Hot Bird (tarjeta SatAccess necesaria para descodificar la señal pero solo era proporcionada a las personas domiciliadas en Suiza y a los ciudadanos suizos que residían en el extranjero). También se recibía en algunas zonas de Francia que son limítrofes con Suiza. Además algunos programas de la TSR se emitían en TV5 Monde.
La Télévision suisse romande tenía como principales competidoras a las cadenas francesas (TF1, France 2, France 3, M6). Pese a esta gran competencia, era la cadena con más audiencia de la Suiza romanda, con un 30 % de cuota de pantalla.